# Бокалъктаг
Бокалъктаг или Марко Поло (на китайски: 博卡雷克塔格山, Bókǎléikè-tǎgé shān; на уйгурски: Бокалыкта́г) е мощен планински хребет в Западен Китай, в провинция Цинхай. Простира се от запад на изток на около 350 km в източна част на планинската система Кунлун. Представлява вододел между горното течение на река Яндзъ на юг и реките течащи на север в Цайдамската котловина. На запад се свързва с планинската верига Аркатаг, на югоизток – с хребета Баян Хара Ула, а на изток с хребета Бурхан Буда. Максимална височина връх Чонг Карлъктаг 6300 m. Северните му склонове стръмно се спускат към Цайдамската котловина, а южните са полегати. Изграден е основно мезозойски шисти. Характерни особености са малките относителни височини, плоските върхове и полегатите склонове, покрити с отломъчни и разрушени скални материали. На юг текат няколко леви притока на Яндзъ (най-голям река Чумар), а на север – множество къси и бурни реки, губещи се в пясъците и солончаците на Цайдамската котловина. Преобладават ландшафтите на високопланинските пустини. По най-високите части има петна от вечни снегове и ледници. Източната част на хребета е пресечена от шосето Пекин – Лхаса и от наскоро изградената Цинхай-Тибетската железопътна линия.